# Edoardo Tortorici
Edoardo Tortorici (Roma, 7 ottobre 1949) è un archeologo italiano, specialista di topografia antica e di archeologia subacquea.
Attualmente è professore ordinario di topografia antica presso la facoltà di lettere dell'Università di Catania.

## Biografia
Allievo di Nino Lamboglia e di Ferdinando Castagnoli, si è laureato presso l'Università di Roma "La Sapienza", discutendo una tesi su Albano Laziale.
Ha iniziato a lavorare come ispettore archeologo presso la Sovrintendenza Archeologica del Lazio, tra il 1982 e il 1991 è stato ricercatore presso l'università romana. Nel 1992 si è trasferito, prima come professore associato e poi come professore ordinario a Catania (cattedre di "Metodologia dello scavo archeologico" e di "Topografia antica") ed è stato direttore del dipartimento. Dal 2002 insegna topografia antica anche presso la Scuola Archeologica Italiana di Atene.
Nell'ambito delle sue attività di ricerca si è occupato di ricerche sulla topografia di Roma antica (Campo Marzio, Foro Romano e Fori Imperiali) e del Lazio, con ricognizioni e scavi nei centri arcaici della regione (siti di Osteria dell'Osa, Castel di Decima, Lavinium, Ardea). In seguito si è inoltre interessato della topografia di Catania antica.
Si è inoltre occupato di archeologia subacquea, conducendo scavi (Grado, relitto di nave arcaica presso Gela) e ricognizioni, in particolare sulla costa orientale siciliana applicando all'archeologia subacquea i metodi della ricognizione utilizzati nella topografia archeologica. In quest'ambito si è interessato di cartografia archeologica ed ha diretto Il Laboratorio sperimentale di cartografia per la topografia antica e l'archeologia subacquea presso l'università catanese.

## Pubblicazioni
- Castra Albana (Forma Italiae XI), Roma 1975 (De Luca editore);
- Ardea (Forma Italiae XVI), Roma 1982 (Olschki editore);
- Progetto per lo scavo di un settore dei Fori di Cesare e di Nerva, Roma 1982 (insieme a F. Castagnoli e C. Morselli);
- Ardea. Immagini di una ricerca, Roma 1983;
- "Il progetto di scavo del foro di Nerva", in Forma. La città antica ed il suo avvenire (catalogo della mostra), Roma 1985, pp.186-190;
- Argiletum. Commercio, speculazione edilizia e lotta politica, dall'analisi topografica di un quartiere di Roma di età repubblicana, Roma 1988 (L'Erma di Bretschneider editore);
- "Curia, Forum Iulium, Forum Transitorium. La prima campagna di scavi nell'area del Foro romano dietro la Curia e la Basilica Emilia", in Lavori e studi di Archeologia, 14, 1-2, Roma 1989 (collana della Soprintendenza archeologica di Roma);
- "Foro di Nerva: prima fase dei lavori", in Archeologia Laziale X, 1990, pp.55-57 (insieme a A. Mucci, C. Morselli, R. Santangeli);
- Operazione Iulia Felix. Lo scavo subacqueo della nave romana di Grado, Trieste 1994, pp.35-53;
- "Per una carta archeologica subacquea della costa di Catania", in L'archeologo subacqueo I, 1-3, 1995, pp.4-5 (insieme a M.G. Branciforti);
- "Archeologia subacquea e trasformazioni geomorfologiche del territorio: il caso della laguna di Grado", in Atti del convegno nazionale di archeologia subacquea (Anzio, 30-31 maggio e 1º giugno 1996), Bari 1997, pp. 315-325;
- "Lo scavo subacqueo", in Archeologia subacquea. Come opera l'archeologo. Storie dalle acque (VII ciclo di lezioni sulla ricerca applicata in archeologia, Certosa di Pontignano-Siena, 9-15 dicembre 1996), Firenze 1998, pp. 29-62;
- "Ricognizioni archeologiche subacquee a Capo Mulini (Acireale)", in A-mare. L'influenza del mare nella vita degli adulti, nella cultura, nell'’economia e nella società, Catania 2000, pp. 121-127.
- "Contributi per una carta archeologica subacquea della costa di Catania", in Archeologia subacquea. Studi, ricerche, documenti, III, 2001.
- "CATANIA ANTICA. La Carta Archeologica", L'Erma di Bretschneider, Studia Archaeologica, 211, 2016